# Max Kaganovitch
Pour les articles homonymes, voir Kaganovitch.
Max Kaganovitch (Berditchev, 7 novembre 1891 - Neuilly-sur-Seine, 30 mars 1978) est un sculpteur, un propriétaire de galerie d'art et un collectionneur français.
Né en 1891 à Berditchev, Ukraine (Empire russe à l'époque) Max Kaganovitch émigre à Berlin où vit son frère, le célèbre écrivain yiddish Der Nister (Pinkhas Kaganovitch). Il arrive France en 1924. À Paris, il commence par essayer de vivre de sa sculpture, sa formation initiale. Mais pour subsister il doit abandonner sa vocation d'artiste pour promouvoir l'art des autres.
Grâce à son épouse Rosy, issue de la bourgeoisie suisse, il est introduit dans les milieux artistiques helvétiques et devient le conseiller et l'organisateur d'expositions d'art suisse en France. Notamment l'exposition L'Art Suisse Contemporain depuis Hodler au Musée du Jeu de Paume en 1934.
Il dirige également une collection de monographies sur les artistes suisses aux Éditions des Quatre Chemins dans les années 30.
En 1934 il reprend la galerie Le Portique de Marcelle Berr de Turique, au 99 Boulevard Raspail, qui devient en 1936 la Galerie Max Kaganovitch.
Déchu de sa nationalité française par le régime de Vichy en 1942, Kaganovitch s'enfuit en Suisse avec sa femme Rosy et leurs deux filles. Il revient en France en 1945 et entame des recours juridiques pour récupérer sa galerie du boulevard Raspail.
Il cesse ses activités de galeriste en 1968. La galerie du Boulevard Raspail est reprise par Nadia Léger, la veuve du peintre Fernand Léger.
Max Kaganovitch cède sa collection à l'État français en 1973. Il émet cependant une condition, que les peintures soient conservées ensemble dans une seule salle. C'est maintenant la Collection Max et Rosy Kaganovitch au Musée d'Orsay. On y trouve notamment Pont de Charing Cross, d'André Derain.
Max Kaganovitch est mort en 1978 à l'âge de 86 ans.

## Source
- (en-GB) « Our Man In Paris: The secret gallery », The Independent,‎ 9 décembre 2002 (lire en ligne, consulté le 2 novembre 2018).